# Eulophomorpha
Eulophomorpha is een geslacht van vliesvleugeligen uit de familie Eulophidae. De wetenschappelijke naam van dit geslacht is voor het eerst geldig gepubliceerd in 1915 door Dodd.

## Soorten
Het geslacht Eulophomorpha omvat de volgende soorten:
- Eulophomorpha clubiona Sheng & Wang, 1997
- Eulophomorpha flavicornis Dodd, 1915